# 3. konjeniški polk (Italija)
3. konjeniški polk Savoia Cavalleria (izvirno italijansko 3º Reggimento di Cavalleria di linea) je konjeniški polk (Kraljeve sardinske in Kraljeve) Italijanske kopenske vojske.